# Rhinoclemmys
Rhinoclemmys är ett släkte av sköldpaddor som beskrevs av zoologerna Minh Le och William Patrick McCord 2008. Rhinoclemmys ingår i familjen Geoemydidae.
Arter enligt Catalogue of Life och Reptile Database.
- Rhinoclemmys annulata
- Rhinoclemmys areolata
- Rhinoclemmys diademata
- Rhinoclemmys funerea
- Rhinoclemmys melanosterna
- Rhinoclemmys nasuta
- Rhinoclemmys pulcherrima
- Rhinoclemmys punctularia
- Rhinoclemmys rubida